# Chrysophyllum prieurii
Chrysophyllum prieurii är en tvåhjärtbladig växtart som beskrevs av A.Dc. Chrysophyllum prieurii ingår i släktet Chrysophyllum och familjen Sapotaceae. Inga underarter finns listade i Catalogue of Life.